# Edmond Coignet
Edmond Coignet (Ville-d'Avray, 4 de julho de 1856 — Paris, 1915) foi um engenheiro civil francês.
Foi o primeiro a construir em concreto armado em Paris.

## Obras
- com Napoléon de Tedesco: Du calcul des ouvrages en ciment avec ossature métallique. In: Mémoires de la Société des ingénieurs civils de France, 1894, p. 282-363 (Online).